# 장성군
장성군(長城郡)은 대한민국 전라남도 서북부에 있는 군이다. 군청 소재지는 장성읍이고, 행정구역은 1읍 10면이다. 동쪽으로는 담양군과 접하고, 서쪽으로는 영광군, 남쪽으로는 광주광역시, 함평군, 북쪽으로는 전북특별자치도 정읍시, 고창군, 순창군과 접해 있다.

## 역사
| Daedongyeojido (Gyujanggak) 18-05.jpg |  |
|                                       |  |

- 본래 백제의 고시이현(古尸伊縣)이다. 당시 치소는 지금의 북일면 오산리였다.
- 757년 갑성군(岬城郡)으로 개칭하였다. 구사진혜현(丘斯珍兮縣)과 소비혜현(所非兮縣)이 각각 진원현(珍原縣)과 삼계현(森溪縣)으로 개칭하여 갑성의 영현이 되었다.
- 940년 갑성군이 장성현(長城縣)으로 강등되어 삼계현과 함께 영광군의 속현이 되었다. 진원현은 나주목의 속현이 되었다.
- 1172년 장성현과 진원현에 각각 감무가 파견되었다.
- 1409년 진원현의 마량향(마량부곡이라는 기록도 있다)이 폐지되었다.
- 1600년 임진왜란의 후유증으로 피폐해진 장성현과 진원현을 장성현으로 통합하고, 치소를 장성 남쪽 20리, 진원 북쪽 20리 지점인 지금의 장성읍 성산리로 이전하였다.
- 1665년 장성현이 장성도호부로 승격하였다.
- 1895년 6월 23일(음력 윤5월 1일) 전주부 장성군으로 개편하였다.[3]

읍서면, 읍동면, 내동면, 외동면, 남일면, 남이면, 남삼면, 서일면, 서이면, 서삼면, 북일면, 북이면, 북삼면, 북상면, 북하면
- 1896년 8월 4일 전라남도 장성군으로 개편하였다.[4]
- 1906년 창평군 갑향면과 영광군 현내면, 내동면, 외동면, 외서면, 삼남면, 삼북면이 장성군에 편입되었다. 영광에서 편입된 6개면은 모두 옛 삼계현 지역이다.
- 1914년 4월 1일 행정구역 개편에 따라 창평군 갑향면을 담양군에 이관하고, 영광군 삼북면(森北面)·내동면(內東面)·현내면(縣內面)을 합해 삼계면으로, 삼남면(森南面)·외서면(外西面)을 합해 삼서면으로, 외동면(外東面)과 함평군 대화면(大化面)을 합해 동화면으로 하여 장성군에 편입하여 13개면으로 하였다.(13개면 : 장성면, 진원면, 남면, 동화면, 삼서면, 삼계면, 황룡면, 서삼면, 북일면, 북이면, 북삼면, 북상면, 북하면)[5]

| 조선총독부령 제111호 |             |                                                                        |
| 구 행정구역 | 신 행정구역 | 신 행정구역                                                            |
| 장성군 읍동면(邑東面) | 장성면      | 단광리, 영천리, 유탕리                                                 |
| 장성군 읍서면(邑西面) | 장성면      | 기산리, 성산리, 수산리, 안평리, 장안리                                 |
| 장성군 내동면(內東面) 능산리/진장리/신촌리/주암리 일부/금곡리 일부/산동리 일부/작동리 일부/(내동면) 묘동리 일부, 학동리/상림리/동산리/죽산리/양유리/만수리 일부/(광주군 대치면) 환인리 일부, 율곡리/점촌리 일부/영동리 일부, 학림리/중천리/막천리/고내리/옥동리/월전리/산동리 일부/작동리 일부/(광주군 삼소지면) 고내리 일부/월정리 일부 | 진원면      | 산동리, 상림리, 율곡리, 학림리                                         |
| 장성군 외동면(外東面) 용동리/수촌리/산정리/시목리 일부/점촌리 일부/(남일면) 덕촌리 일부, 제동리/공열리/덕평리/선동리/석전리/남계리 일부/(남일면) 학전리 일부, 주평리/신기리/옹점리/용동리/용산리/청룡리 일부/만수리 일부/(광주군 삼소지면) 해산리 일부/(대치면) 청룡리 일부, 고산리/광안리/흥동리/회룡리/월송리/중흥리/연동리/묘동리 일부/덕촌리 일부, 남계리 일부/덕촌리 일부/학전리 일부/(외동면) 금곡리 일부/(남일면) 평촌리 일부/우동리 일부/학전리 일부 | 진원면      | 산정리, 선적리, 용산리, 진원리, 학전리                                 |
| 장성군 남일면(南一面) 동태리/서태리/중태리/치촌리 일부/회산리 일부/(광주군 삼소지면) 저작리 일부, 분향리/죽분리/병계리 일부/궁산리 일부/(내동면) 시목리 일부/영동리 일부, 금리/신촌리/월곡리/평촌리 일부/덕촌리 일부, 만동리/월정리/우치리/안청리 일부/궁산리 일부/서계리 일부/신아산리 일부 | 남면        | 삼태리, 분향리, 월곡리, 월정리                                         |
| 장성군 남이면(南二面) 녹진리/도림리/마산리/(내동면) 영동리 일부, 덕성리/신안리/자은리/풍산리/영산리/회룡리 일부/백운리 일부, 서촌리/선평리/선창리/내마리/외마리/반계리/시정리 일부/백운리 일부, 신평리/옹점리/백운리 일부/평산리 일부/회룡리 일부/시정리 일부/장산리 일부/행정리 일부, 송정리/검정리/행정리 일부/평산리 일부/(남일면) 승가리 일부 | 남면        | 녹진리, 덕성리, 마령리, 평산리, 행정리                                 |
| 장성군 남삼면(南三面) 맥정리/월암리/대동리 일부/소동리 일부/(함평군 오산면) 우평리 일부, 방곡리/삼룡리/와룡리/대동리 일부/건동리 일부, 신기리/장기리 일부/건동리 일부/월평리, 춘덕리/북촌리 일부/외황리 일부/부흥리 일부/(함평군 대화면) 월전리 일부/(영광군 외동면) 황룡리 일부/왕산리 일부 | 황룡면      | 옥정리, 와룡리, 월평리, 황룡리                                         |
| 장성군 서일면(西一面) 다산리/신호리 일부/(외동면) 기동리 일부/(남삼면) 내황리/북촌리 일부, 장양리/동촌리/수산리/외장산리/하사리/상사리 일부/신촌리 일부/내장산리 일부/중등리 일부, 구암리/필암리/중등리 일부/내장산리 일부 | 황룡면      | 신호리, 장산리, 필암리                                                 |
| 장성군 서이면(西二面) 산동리/용두리/용암리/관두리/가적리, 사점리/금동리/대수리/관동리/초지리/고사리 일부, 매곡리/맥동리/난산리/(영광군 외동면) 연동리 일부, 하남리/거산리/아곡리/석교리/한사리/고사리 일부, 분매리/탑정리/우사리/우라리, 계동리/상통리/송림리/적복리 | 황룡면      | 관동리, 금호리, 맥호리, 아곡리, 와우리, 통안리                         |
| 장성군 서삼면(西三面) 여고리/신평리/봉연리/대제리, 대곡리/세포리/둔덕리/주암리 일부, 모암리/주암리 일부, 상평리/덕평리/해평리/중평리/여암리/신주암리/내현리/(북일면) 공평리/(읍서면) 용암리 일부, 흥양리/길주리/용전리/태암리, 신기리/장산리/임곡리/외현리/내현리 일부, 백련리/취서리/동괴리/서괴리/망월리/송암리/증암리/백치리 | 서삼면      | 금계리, 대덕리, 모암리, 송현리, 용흥리, 장산리, 추암리                 |
| 장성군 북일면(北一面) | 북일면      | 문암리, 박산리, 성덕리, 성산리, 신흥리, 오산리, 월계리                 |
| 장성군 북이면(北二面) | 북이면      | 달성리, 만무리, 모현리, 백암리, 사거리, 신월리, 신평리, 원덕리, 죽청리 |
| 장성군 북삼면(北三面) | 북삼면      | 덕진리, 백계리, 봉덕리, 부흥리, 상오리, 야은리, 용강리                 |
| 장성군 북상면(北上面) | 북상면      | 용곡리, 동현리, 덕재리, 신성리, 쌍웅리, 수성리, 오월리, 조양리         |
| 장성군 북하면(北下面) | 북하면      | 단전리, 대악리, 대흥리, 성암리, 약수리, 용두리, 월성리, 중평리         |
| 영광군 외서면(外西面) 칠령리/중산리/행정리/대도동/관동리/석동/내사동 일부/수침리 일부/반학리 일부/원촌리 일부, 삼봉리/명주리/계동/장동/월계리/용강리 일부/(삼북면) 어랑리/초장리, 덕촌리/안정리/용동/소도리/저전리 일부/부귀리 일부/내사동 일부/반학리 일부/수침리 일부, 흥곡리/화해리/정죽리/신죽리/월곡리/양현리/반학리 일부, 박주리/관음리/평련리/진천리/염천리/유정리/옥동/부귀리 일부/저전리 일부, 회성리/내봉리/자동/학동/원촌리 일부 | 삼서면      | 대도리, 삼계리, 소룡리, 수해리, 유평리, 학성리                         |
| 영광군 삼남면(森南面) 봉동/보강리 일부/죽산리 일부/비금리 일부/(함평군 월악면) 주곡리 일부, 내태리/학산리/대곡리/송곡리/인지리/하우리 일부/지정리 일부/(외서면) 월암리/구적리/용한리 일부/용호리 일부/(현내면) 월구리 일부, 소갈리/냉촌리/남계리/월령리/월산리/두리 일부/하향리 일부/서재리 일부/외동리 일부/(현내면) 백산리 일부/(함평군 장본면) 작림리 일부, 생동/이문리/남산리/옹점리/보강동 일부/하라리 일부/전도리 일부, 마령리/녹서리/석령리 일부/금도리 일부/비금리 일부/하라리 일부/신두리 일부/(함평군 장본면) 옥산리/신평리 일부/금곡리 일부/양곡리 일부, 도동/진천리/중수리/하수리/양곡리/월송리/월봉리/하백리 일부/(현내면) 백산리 일부/부련리 일부, 중우리/하우리 일부/(외서면) 기동/용호리 일부, 원당리/홍정리/내가리/외가리/서재리 일부/판교리 일부/외동리 일부 | 삼서면      | 금산리, 대곡리, 두월리, 보생리, 석마리, 수양리, 우치리, 홍정리         |
| 영광군 삼북면(森北面) | 삼계면      | 내계리, 신기리, 화산리                                                 |
| 영광군 현내면(縣內面) 덕림리/이암리/조산리/청강리/월강리, 서발리/동발리 일부/대무리 일부/(내동면) 월곡리 일부, 부성리/신대리/복산리/절암리/화산리 일부, 용암리/신억리/우봉리 일부/대무리 일부/월산리 일부/신계리 일부/금성리 일부/사창리 일부/(삼북면) 천방리 일부, 삼성리/죽산리 일부/한사리 일부/(무장군 원송면) 생촌리, 자초리/석박리/홍산리, 월정리/수남리/부연리 일부/사창리 일부/우봉리 일부/신계리 일부/월구리 일부/월산리 일부/(삼남면) 지정리 일부, 정각리/이곡리/금성리 일부/부연리 일부/신계리 일부/월산리 일부/백산리 일부, 청림동/죽산리 일부/한사리 일부 | 삼계면      | 덕산리, 발산리, 부성리, 사창리, 생촌리, 수산리, 월연리, 주산리, 죽림리 |
| 영광군 내동면(內東面) 나신리/능성치리/신사리/마평리/성산리/(현내면) 동발리 일부/(함평군 오산면) 대치리 일부, 도동/쌍죽리/상정리/(삼남면) 판교리 일부, 대화리/수각리/옥천리/방하동/월곡리 일부/(외동면) 보룡리/관동리/산동리 | 삼계면      | 능성리, 상도리, 수옥리                                                 |
| 영광군 외동면(外東面) 만평리/장동리/항림리/구룡리/구산리/화곡리 일부/통안리 일부, 구남리/평강리/화곡리 일부/환산리 일부/통안리 일부, 동호리/남동리/조산리/연동리 일부, 구평리/서양리, 가정리/부산리/서촌리/기동리 일부/환산리 일부/황룡리 일부/(장성군 남삼면) 북촌리 일부/부흥리 일부/외황리 일부 | 동화면      | 구림리, 남평리, 동호리, 서양리, 용정리                                 |
| 함평군 대화면(大化面) 삼룡리/신사리/덕산리/마산리/동각리/교교리/구잠리 일부/(삼남면) 판교리 일부, 남강리/송정리/두곡리/황산리/작소리/임교리/왕산리 일부/대치리 일부/(영광군 외동면) 연산리/용계리, 임정리/월정리/만화리/인산리/초지리/명장리/월전리 일부/구잠리 일부/(오산면) 평촌리 일부 | 동화면      | 구룡리, 남산리, 송계리, 월산리                                         |
- 1921년 장성군청을 지금의 위치로 이전하였다.
- 1930년 북삼면을 장성면에 합면하였다. (12개면)
- 1943년 10월 1일 장성면을 장성읍으로 승격, 읍사무소를 현재의 위치로 이전하였다.[6] (1읍, 11개면)
- 1975년 10월 1일 장성호 건설로 북상면을 폐지하였다.[7] (1읍 10개면)

| 대통령령 제7817호                     |             |
| 구 행정구역                           | 신 행정구역 |
| 북상면 용곡리                         | 장성읍 일부 |
| 북상면 수성리, 오월리, 조양리         | 북이면 일부 |
| 북상면 동현리, 덕재리, 신성리, 쌍웅리 | 북하면 일부 |
- 1983년 남면 삼태리 치촌마을을 광주시에 편입하였다.

## 지리
전라남도 북부와 전북특별자치도 남부 사이에 위치한 내륙지역으로 동쪽으로는 담양군, 서쪽으로는 영광군, 남쪽으로는 광주광역시와 함평군이 위치해 있으며 북쪽으로는 전북특별자치도 정읍시, 고창군, 순창군과 인접해 있다. 특히 대도시인 광주광역시 북부와 전북특별자치도 남부에 붙어있어 광주광역시와 전북특별자치도 사이의 중간지점 역할을 하고 있다. 서쪽상 영광군에 둘러싸여 서해안 바다와는 멀리 떨어져있다.

## 행정 구역

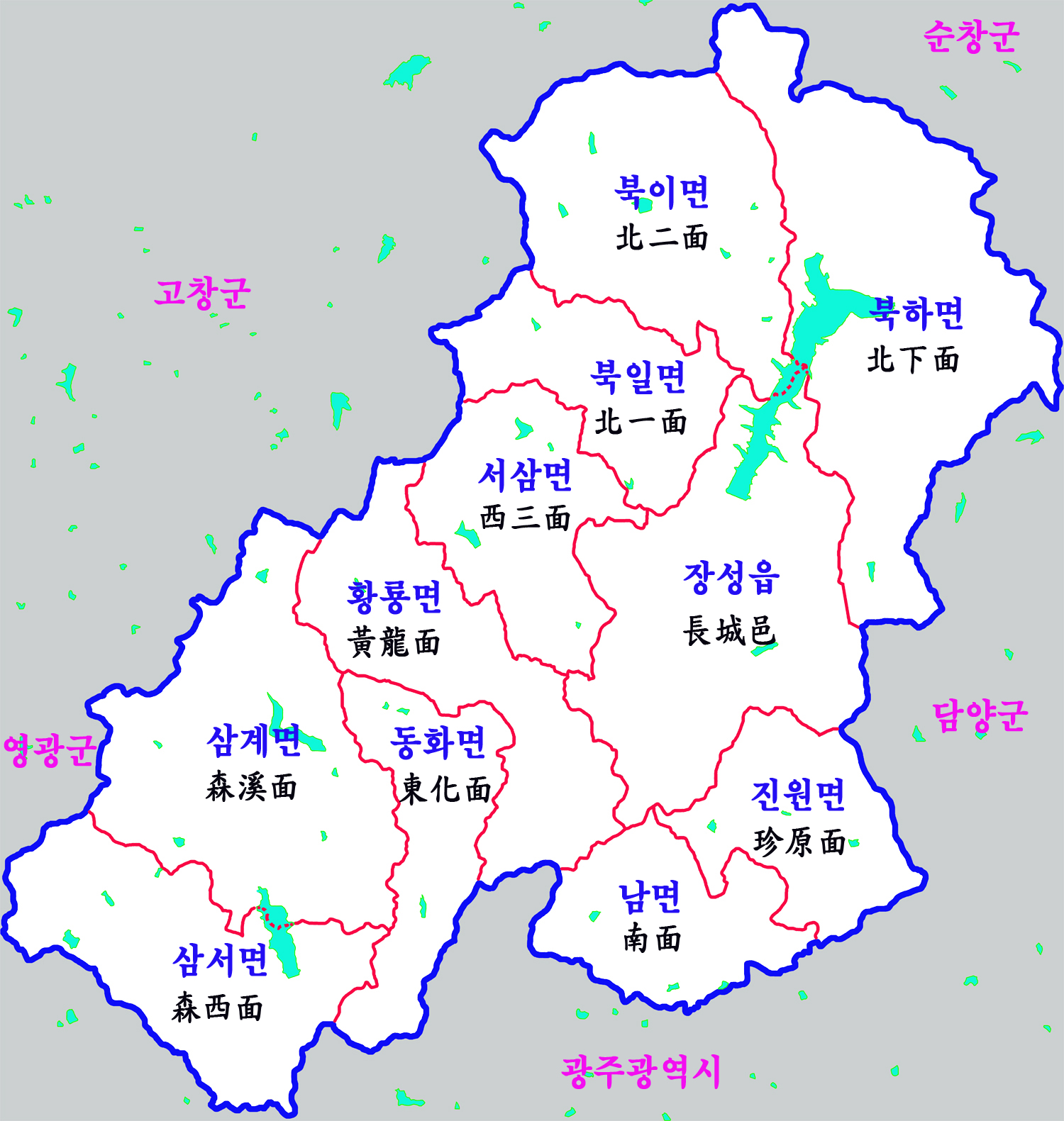
장성군 행정구역

장성군의 행정 구역은 1읍 10면으로 구성되어 있다. 장성군의 면적은 518.5km2이며, 인구는 2011년 3월 31일을 기준으로 20,840 세대, 47,239명이고 그 중 28.7%가 장성읍에 거주한다. 인구 정점은 129,934명 (단독 선거구 구획 가능)이었다.
| 읍면   | 한자   | 세대   | 인구   | 면적  |
| ------ | ------ | ------ | ------ | ----- |
| 장성읍 | 長城邑 | 5,848  | 13,556 | 69.5  |
| 진원면 | 珍原面 | 1,441  | 3,335  | 28.3  |
| 남면   | 南面   | 1,767  | 3,819  | 28.4  |
| 동화면 | 東化面 | 1,509  | 3,096  | 28.8  |
| 삼서면 | 森西面 | 1,509  | 3,096  | 47.5  |
| 삼계면 | 森溪面 | 2,810  | 7,192  | 66    |
| 황룡면 | 黃龍面 | 2,015  | 4,687  | 44.7  |
| 서삼면 | 西三面 | 780    | 1,728  | 34.1  |
| 북일면 | 北一面 | 776    | 1,655  | 30.6  |
| 북이면 | 北二面 | 1,536  | 3,282  | 56.4  |
| 북하면 | 北下面 | 1,370  | 2,527  | 84.2  |
| 장성군 | 長城郡 | 20,840 | 47,239 | 518.5 |

## 인구
장성군의 연도별 인구 추이
| 연도   | 총인구    |  |
| ------ | --------- |  |
| 1960년 | 118,558명 |  |
| 1966년 | 129,934명 |  |
| 1970년 | 117,544명 |  |
| 1975년 | 115,859명 |  |
| 1980년 | 94,869명  |  |
| 1985년 | 81,631명  |  |
| 1990년 | 61,838명  |  |
| 1995년 | 52,179명  |  |
| 2000년 | 49,703명  |  |
| 2005년 | 42,029명  |  |
| 2010년 | 38,507명  |  |

- 관광

축령산(높이 621미터) 자락 북일면 문암리, 서삼면 모암·대덕리 일대 596ha에 편백나무·삼나무·낙엽송으로 이루어진 조림 생태 숲이 있어 산림욕과 산책하기에 좋다.

## 문화
- 백양사 : 대한불교 조계종 제18교구 본사로, 백제 무왕 때 백암사로 개칭, 고려 덕종 때 중연선사가 중창 불사 후 정토사로 불렀다. 그러나 조선 선조 때 지완스님이 영천굴에서 설법을 할 때 흰 양이 자신의 죄를 용서받고 천상으로 올라갔다는 전설에 의해 백양사로 개칭하였다. 경내에는 보물인 소요대사부도를 비롯한 극락보전, 대웅전, 사천왕문, 청류암, 관음전 등의 건조물 문화재와 비자나무숲, 고불매 등이 천연기념물로 지정되어 있으며 백양사가 위치한 백암산 백학봉 일원은 명승으로 지정되어 있는 총림사찰이다.
- 필암서원(사적 제242호) : 1590년에 건립된 서원이다.
- 입암산성(사적 384호)
- 장성 황룡 전적(사적 406호) : 동학농민운동의 전적지이다.
- 장성호
- 남창계곡
- 방장산자연휴양림
- 모암산림욕장
- 축령산편백숲
- 황룡강 생태공원
- 홍길동테마파크 국궁체험장
- 평림댐 장미공원
- 월성계곡
- 장성호 문화예술공원
- 임권택 시네마테크 : 임권택 감독의 삶과 작품세계를 조명하고 그의 업적을 기리기 위하여 조성하였으며, 지상 3층 연면적 1,147m2의 규모로 건립되었다. 상영관과 전시관, 영화 관련 연구 및 커뮤니티를 위한 공간을 마련하였으며 많은 관광객들이 찾고 있다.

### 축제
- 축령산 산소축제
- 장성황룡강 노란꽃잔치

## 인물
| - 절효공 서릉 (고려 후기 문신, 효자) - 지지당 송흠 (조선 전기 문신, 청백리) - 교리 김개 (조선 중기 문신) - 정혜공 박수량 (조선 중기 문신, 청백리) - 하서 김인후 (조선 문신, 성리학자, 문묘 종사) - 요월정 김경우 (조선 중기 문신) - 사암 서태수 (조선 중기 문인) - 금강 기효간 (조선 중기 성리학자) - 석탄 이기남 (조선 중기 유학자) - 계의 김종호(조선 중기 문신, 시인) - 장군 조영규 (조선 중기 무신, 임진왜란 전사) - 하곡 정운룡 (조선 중기 학자) - 오천 김경수 (조선 중기 문신, 의병) - 망암 변이중 (조선 중기 문신, 화차 발명) - 율정 윤진 (조선 중기 무신, 임진왜란 전사) - 취옹당 김남중 (조선 중기 문신, 광국원종훈) - 추담 김우급 (조선 중기 유학자) - 자하 변경윤 (조선 중기 문신) - 남계 이실지 (조선 후기 유학자) - 송암 기정익 (조선 후기 성리학자) - 매헌 박행중 (조선 후기 문인) - 각재 김기하 (조선 후기 문신, 성리학자) | - 자연당 김시서 (조선 후기 문신, 성리학자) - 환암 김희서 (조선 후기 유학자) - 노사 기정진 (조선 후기 성리학자) - 신호 김녹휴 (조선 후기 유학자) - 송사 기우만 (한말 유학자, 의병장) - 성재 기삼연 (한말 의병장) - 녹동 김익중 (한말 의병장) - 의재 기산도 (한말 의병) - 초성 김우진 (일제 강점기 극작가, 연극 이론가) - 남계 김태규 (대한민국 법학자, 교육자) - 노농 김재식 (정치인, 전 전남도지사) - 백우 김녹영 (정치인, 전 국회부의장) - 후농 김상현 (정치인, 6선 국회의원) - 박태영 (정치인, 전 전남도지사) - 변희봉 (영화배우, 탤런트) - 김황식 (정치인, 전 국무총리) - 김효석 (정치인, 전 국회의원) - 김병조 (희극인, 방송인) - 고영신 (대학교수, 언론인) - 고은아 (1988년) (영화배우, 탤런트) - 미르 (가수, 엠블랙) |

## FM 라디오 주파수 방송 목록
- 88.3 - 전주KBS 제1라디오 (구례 노고단)
- 89.1 - 목포MBC 표준FM (해남 대둔산)
- 89.7 - BBS 광주불교방송 (광주 무등산)
- 90.5 - 광주KBS 제1라디오 (광주 무등산)
- 91.5 - 광주MBC FM4U (광주 무등산)
- 92.3 - 광주KBS 클래식FM (광주 무등산)
- 93.1 - febc 광주극동방송 (광주 무등산)
- 93.9 - 광주MBC 표준FM (광주 무등산)
- 94.7 - 남도국악방송 (해남 대둔산)
- 95.1 - 광주MBC FM4U (구례 노고단)
- 95.5 - 광주KBS 제2라디오 해피FM (광주 무등산)
- 96.5 - KFN 라디오 (광주 무등산)
- 97.3 - TBN 광주교통방송 (광주 무등산)
- 98.1 - 광주CBS 음악FM (광주 무등산)
- 98.7 - GGN 글로벌광주방송 (광주 무등산)
- 99.3 - 광주국악방송 (광주 무등산)
- 99.9 - cpbc 광주가톨릭평화방송 (광주 무등산)
- 101.1 - 광주kbc 마이FM (광주 무등산)
- 101.7 - 전주MBC 표준FM (구례 노고단)
- 102.3 - 목포MBC FM4U (목포 양을산)
- 103.1 - 광주CBS 표준FM (광주 무등산)
- 104.1 - EBS 라디오 (해남 대둔산)
- 104.5 - 전주KBS 클래식FM (구례 노고단)
- 105.3 - EBS 라디오 (광주 무등산)
- 105.9 - 목포KBS 제1라디오 (해남 대둔산)
- 106.7 - EBS 라디오 (목포 양을산)
- 107.5 - EBS 라디오 (구례 노고단)
- 107.9 - WBS 광주원음방송 (광주 무등산)

## 수상
- 2009년 도시대상 대통령상

## 자매 도시
- 대한민국 서울특별시 중구
- 대한민국 경상남도 함안군
- 대한민국 경기도 과천시